# ツイスター (映画)
『ツイスター』（Twister）は、1996年に公開されたアメリカ合衆国の災害映画である。アメリカの竜巻多発地帯を舞台として、竜巻に極限まで接近し、危険な観測に挑む竜巻研究者の姿を描いた。
スピルバーグ製作総指揮、監督はヤン・デ・ボンである。脚本をマイケル・クライトンが担当した。デ・ボンの監督作としては『スピード』に続く第2作である。コンピュータグラフィックスによって迫力ある竜巻がリアルに再現された。視覚効果はILMが担当している。

## ストーリー
「竜巻の当たり年」だと言われる、まれに見る不安定な気象状況に、多数の竜巻発生が予想されたアメリカ南部。
かつて「ストーム・チェイサー（竜巻を追い観測する研究者）」として名をはせた気象予報官の「人間気圧計」ビルは、現役のストーム・チェイサーである妻ジョーとの離婚を成立させるため、フィアンセで精神科医のメリッサをともなってひさしぶりに竜巻追跡の現場へやってくる。ジョーのチームは、ビルの発案で開発された画期的観測装置・ドロシーの運用実験に臨んでいた。そこにはアイデアを盗んでまったく同じ仕様の装置を持ち出して来たライバル研究者、ジョーナスの姿もあった。気もそぞろにジョーたちの手伝いを始めるビル。資金力にものをいわせて竜巻を追うジョーナスたちに先んじて、なんとしてもドロシーを竜巻の直下に仕掛けなければならない。
いくつもの竜巻との遭遇……幼少時、竜巻に奪われた父を追うかのように無謀なジョーの姿……ビルの中で、何かが動き始めたその時、夜の闇の奥から強力な大竜巻が現れ、町を破壊しつくしていった。新しい竜巻予報システムを構築して被害を防がなければ……。そのためにはデータが要る！目的と絆を取り戻したビルとジョーは風車の羽根をヒントにしてドロシーに改良を加え最後の追跡に挑む。そして遂に、彼らの目の前に、最大級F5クラスの巨大竜巻が現れる。

## 登場人物
ジョー・ハーディング
演 - ヘレン・ハント
博士。幼少の頃の体験で特に気象にこだわっている。
ビル・ハーディング
演 - ビル・パクストン
気象予報官。著しい能力を持ち、「ストーム・チェイサー（竜巻を追い観測する研究者）」「人間気圧計」として名を馳せた手練れ。「ドロシー」のアイデアを考える。物語開始時点では研究にやる気を出さなかったが段々と、むしろジョー以上に熱中していく。
メリッサ・リーブス
演 - ジェイミー・ガーツ
博士。精神科医。ビルは真剣にメリッサとの結婚を考えているが、メリッサは限界を感じ自ら破局を告げる。
ジョーナス・ミラー
演 - ケイリー・エルウィス
博士。ジョーとビルのライバルでもある。元々はジョーのチームにいたが独立した。
メグ・グリーン
演 - ロイス・スミス
ジョーの叔母。ジョーとは人生や信念を真面目に語り合う仲。
ダスティ・デイビス
演 - フィリップ・シーモア・ホフマン
ジョーの部下。
ロバート・“ラビット”・ノリック
演 - アラン・ラック
ジョーの部下。

## キャスト
| 役名                           | 俳優                           | 日本語吹替        | 日本語吹替                                       |
| 役名                           | 俳優                           | ソフト版          | 日本テレビ版                                     |
| ------------------------------ | ------------------------------ | ----------------- | ------------------------------------------------ |
| ジョー・ハーディング博士       | ヘレン・ハント                 | 勝生真沙子        | 佐々木優子                                       |
| ビル・ハーディング             | ビル・パクストン               | 山路和弘          | 星野充昭                                         |
| メリッサ・リーブス博士         | ジェイミー・ガーツ             | 佐藤しのぶ        | 塩田朋子                                         |
| ジョーナス・ミラー博士         | ケイリー・エルウィス           | 原康義            | 楠大典                                           |
| メグ・グリーン                 | ロイス・スミス                 | 久保田民絵        | 谷育子                                           |
| ダスティ・デイビス             | フィリップ・シーモア・ホフマン | 藤原啓治          | 塩屋翼                                           |
| ロバート・“ラビット”・ノリック | アラン・ラック                 | 牛山茂            | 家中宏                                           |
| アラン・サンダース             | ショーン・ウォーレン           | 遊佐浩二          | 鳥畑洋人                                         |
| ジェイソン・“プリチャー”・ロー | スコット・トマソン             | 神谷和夫          | 立木文彦                                         |
| ティム・“ベルツァー”・ルイス   | トッド・フィールド             | 星野充昭          | 後藤哲夫                                         |
| ジョーイ                       | ジョーイ・スロトニック         | 家中宏            | 檀臣幸                                           |
| ヘインズ                       | ウェンデル・ジョセファー       | 湯屋敦子          | 伊倉一恵                                         |
| ローレンス                     | ジェレミー・デイビス           | 平田広明          | 真殿光昭                                         |
| エディ                         | ザック・グルニエ               | 塩屋浩三          | 福田信昭                                         |
| Mr.ソントン（ジョーの父親）    | リチャード・ラインバック       | 田中正彦          | 田中正彦                                         |
| Mrs.ソントン（ジョーの母親）   | ラスティ・シュウィマー         | 藤生聖子          | 水原リン                                         |
| 6歳児のジョー・ハーディング    | アレクサ・ヴェガ               | 氷上恭子          | 川田妙子                                         |
| NSSL自然科学者ブライス         | テイラー・ギルバート           | 野沢由香里        |                                                  |
| NSSL自然科学者マーフィ         | ブルース・ライト               | 有本欽隆          | 水野龍司                                         |
| その他                         |                                | 石野竜三 内田聡明 | 吉田孝 相沢正輝 田原アルノ 定岡小百合 藤原美央子 |
|                                |                                |                   |                                                  |
| 演出                           |                                | 高橋剛            | 蕨南勝之                                         |
| 翻訳                           |                                | 岩本令            | 平田勝茂                                         |
| 調整                           |                                |                   | 高橋久義                                         |
| 効果                           |                                |                   | VOX                                              |
| 録音                           |                                |                   | コスモスタジオ                                   |
| 担当                           |                                |                   | 小嶋尚志 細谷美樹 豊田定男                       |
| 制作                           |                                | 東北新社          | コスモプロモーション                             |
| 初回放送                       |                                |                   | 2000年1月7日 『金曜ロードショー』 21:03-23:14    |

## 日本語字幕
岡枝慎二

## ストーム・チェイサー
オクラホマ大学に設置されている研究所にストーム・チェイサーとよばれるチームがある。ドップラー・レーダーを搭載した車で竜巻に接近し、竜巻発生と移動のメカニズムを解明し、竜巻の予知精度向上のための研究を行っている。これをモデルにしてこの映画が制作された。